# Kisäng
Kisäng är en småort i Stigtomta socken i Nyköpings kommun i Södermanlands län, cirka 14 km nordväst om Oxelösund och 2 km nordöst om tätorten Stigtomta.